# 国益
国益（こくえき、英: national interest）は、国の利益をいう。
日本においては、江戸時代中期（宝暦 - 天明期）にはこの用語が登場しており、諸藩領国の商品生産や手工業生産における国産品自給自足の思想や経済自立化の思想をあらわす経済概念として使用された。その後、明治期にはおもに経済概念として建議論説類にさかんに利用され、1960年代頃から「national interest」の訳語として政治概念として使用されるようになった。

## 概要
国家が独立を伴って存続する上で必要な物理的・社会的・政治的な要素を国家価値という。現在の安全保障政策は基本的にこの国家価値を守るためにおいてのみ正当とされている。何を国益と定義するのかという部分については曖昧な部分も多い。古くは、政治を理念、宗教、道徳から切り離し、ニッコロ・マキャヴェッリが代表としてあげられるような現実主義的な目標、また近年の外交の文脈においては、相手国との妥協や、理念を諦め現実的解決の優先することを、意味することが多い。

## 分類
国益の性質から以下のように分類される場合がある。
- 願望的国益とは長期的かつ規範的で、実現可能性の低い国益である。
- 実践的国益とは短期的かつ意識的で、実現可能性の高い国益である。
- 宣言的国益とは声明や答弁などで政府によって公的に設定された国益である。

また重要度によって以下のように分類される場合がある。
- 死活的利益 (survival interest)
- 絶対的利益 (vital interest)
- 主要利益 (major interest)
- 外辺的利益 (perpheral interest)

また、ハンス・モーゲンソーは国益を自己保存的な利益である不変的国益と時代や状況に応じて変化する利益である可変的国益に分類した。さらにドナルド・ネクタラインはモーゲンソーの分類のうち不変的国益を国防上の国益、経済上の国益、世界秩序上の国益に細分する類型化を行い、この3類型も時代や地域によって強弱（優先順位）に変化がみられるとした。

## 不確定性
国益の定義や優先順位は、時代、その国の価値観、体制、政策立案者などにより大きく異なる。特に民主主義の国では世論も外交上重要な位置を占めるため、国家間同士だけでなく、国民世論への配慮の必要性がある。しかし、対外的にとられた戦略は内政にも影響を与えるため、国を構成する誰もが利益を得るとは限らず、一部の国民や勢力にとっては負担を受けたり痛みをともなう事もある。そのため民主主義のもとでは、国民の間に一定のコモンセンスが求められる。

## 手段
国益を設定して対応するためには、軍事力、経済力、技術力といった基本的な国力を基盤に、国際法における行動の自由、国際的な諜報能力が不可欠である。何故なら国益を脅かす主体は、概ね外国政府であるからである。そのため、国益は安全保障政策の分野で語られる。
モーゲンソーは、国益の調整手段として「勢力圏」の概念を重視する。すなわち、二国のどちらにも帰属していないが、両国ともに国益のある二国間の領域紛争を、平和的に解決する従来の方法は、その領土を勢力圏に分割して、少なくとも部分的に両国の利益を満たすことであった。全ての大きな講和条約の当事国間で、特定的あるいは補完的国益を確立できたために永続したのは、勢力圏を設定したものであった。1815年のウィーン議定書、1878年のベルリン会議、1904年のアフリカに関する英仏協定、1907年のアジアに関する英露協定でも行われた。1944年、チャーチルとスターリンはバルカン半島を勢力圏で分割しようとした。ヤルタ協定の破綻以来、ソ連は何度も世界を二つの巨大な勢力圏に分割する提案をしたが、戦後秩序を楽観視していたアメリカがそれを拒否したとして批判する。
米国では自由・民主主義・人権・市場経済を機軸とした国家戦略を規定した文書「国家安全保障戦略」がある。米国が重んじる価値は、自由、民主主義、人権、市場経済体制などであり、これに基づく米国の国益とは、米国の国際社会でのリーダーシップ自体である。

## 国益思想
藩経済の自立化政策として江戸中期から日本各地で採用された経済思想。藩経済の繁栄のため国産物を奨励したり交易による利益による富国をめざす政策。この場合の国益概念は「貿易黒字」というほうがふさわしいとの解釈もある。著名な経世家としては林子平、藤原友衛、熊沢蕃山、山田方谷、頼杏坪、村田清風、朝日丹波（朝日茂保）、二宮尊徳、山片蟠桃らがいる。

## 関連書籍
- 童門冬二「中国地域の経世家たち - 第1回 江戸の経世家に学ぶ地域活性化」 [リンク切れ]
  - 中国地方総合研究センター編『歴史に学ぶ地域再生 中国地域の経世家たち』吉備人出版、2008年9月、ISBN 978-4-86069-208-7

童門冬二「江戸時代の経世家に学ぶ」を収録